# 1246
Portal Geschichte | Portal Biografien | Aktuelle Ereignisse | Jahreskalender | Tagesartikel

◄ |
12. Jahrhundert |
13. Jahrhundert
| 14. Jahrhundert | ►

◄ |
1210er |
1220er |
1230er |
1240er
| 1250er | 1260er | 1270er | ►

◄◄ |
◄ |
1242 |
1243 |
1244 |
1245 |
1246
| 1247 | 1248 | 1249 | 1250 | ► | ►►
Staatsoberhäupter  · Nekrolog
| Januar | Januar | Januar | Januar | Januar | Januar | Januar | Januar |
| Kw     | Mo     | Di     | Mi     | Do     | Fr     | Sa     | So     |
| ------ | ------ | ------ | ------ | ------ | ------ | ------ | ------ |
| 1      | 1      | 2      | 3      | 4      | 5      | 6      | 7      |
| 2      | 8      | 9      | 10     | 11     | 12     | 13     | 14     |
| 3      | 15     | 16     | 17     | 18     | 19     | 20     | 21     |
| 4      | 22     | 23     | 24     | 25     | 26     | 27     | 28     |
| 5      | 29     | 30     | 31     |        |        |        |        |

| Februar | Februar | Februar | Februar | Februar | Februar | Februar | Februar |
| Kw      | Mo      | Di      | Mi      | Do      | Fr      | Sa      | So      |
| ------- | ------- | ------- | ------- | ------- | ------- | ------- | ------- |
| 5       |         |         |         | 1       | 2       | 3       | 4       |
| 6       | 5       | 6       | 7       | 8       | 9       | 10      | 11      |
| 7       | 12      | 13      | 14      | 15      | 16      | 17      | 18      |
| 8       | 19      | 20      | 21      | 22      | 23      | 24      | 25      |
| 9       | 26      | 27      | 28      |         |         |         |         |

| März | März | März | März | März | März | März | März |
| Kw   | Mo   | Di   | Mi   | Do   | Fr   | Sa   | So   |
| ---- | ---- | ---- | ---- | ---- | ---- | ---- | ---- |
| 9    |      |      |      | 1    | 2    | 3    | 4    |
| 10   | 5    | 6    | 7    | 8    | 9    | 10   | 11   |
| 11   | 12   | 13   | 14   | 15   | 16   | 17   | 18   |
| 12   | 19   | 20   | 21   | 22   | 23   | 24   | 25   |
| 13   | 26   | 27   | 28   | 29   | 30   | 31   |      |

| April | April | April | April | April | April | April | April |
| Kw    | Mo    | Di    | Mi    | Do    | Fr    | Sa    | So    |
| ----- | ----- | ----- | ----- | ----- | ----- | ----- | ----- |
| 13    |       |       |       |       |       |       | 1     |
| 14    | 2     | 3     | 4     | 5     | 6     | 7     | 8     |
| 15    | 9     | 10    | 11    | 12    | 13    | 14    | 15    |
| 16    | 16    | 17    | 18    | 19    | 20    | 21    | 22    |
| 17    | 23    | 24    | 25    | 26    | 27    | 28    | 29    |
| 18    | 30    |       |       |       |       |       |       |

| Mai | Mai | Mai | Mai | Mai | Mai | Mai | Mai |
| Kw  | Mo  | Di  | Mi  | Do  | Fr  | Sa  | So  |
| --- | --- | --- | --- | --- | --- | --- | --- |
| 18  |     | 1   | 2   | 3   | 4   | 5   | 6   |
| 19  | 7   | 8   | 9   | 10  | 11  | 12  | 13  |
| 20  | 14  | 15  | 16  | 17  | 18  | 19  | 20  |
| 21  | 21  | 22  | 23  | 24  | 25  | 26  | 27  |
| 22  | 28  | 29  | 30  | 31  |     |     |     |

| Juni | Juni | Juni | Juni | Juni | Juni | Juni | Juni |
| Kw   | Mo   | Di   | Mi   | Do   | Fr   | Sa   | So   |
| ---- | ---- | ---- | ---- | ---- | ---- | ---- | ---- |
| 22   |      |      |      |      | 1    | 2    | 3    |
| 23   | 4    | 5    | 6    | 7    | 8    | 9    | 10   |
| 24   | 11   | 12   | 13   | 14   | 15   | 16   | 17   |
| 25   | 18   | 19   | 20   | 21   | 22   | 23   | 24   |
| 26   | 25   | 26   | 27   | 28   | 29   | 30   |      |

| Juli | Juli | Juli | Juli | Juli | Juli | Juli | Juli |
| Kw   | Mo   | Di   | Mi   | Do   | Fr   | Sa   | So   |
| ---- | ---- | ---- | ---- | ---- | ---- | ---- | ---- |
| 26   |      |      |      |      |      |      | 1    |
| 27   | 2    | 3    | 4    | 5    | 6    | 7    | 8    |
| 28   | 9    | 10   | 11   | 12   | 13   | 14   | 15   |
| 29   | 16   | 17   | 18   | 19   | 20   | 21   | 22   |
| 30   | 23   | 24   | 25   | 26   | 27   | 28   | 29   |
| 31   | 30   | 31   |      |      |      |      |      |

| August | August | August | August | August | August | August | August |
| Kw     | Mo     | Di     | Mi     | Do     | Fr     | Sa     | So     |
| ------ | ------ | ------ | ------ | ------ | ------ | ------ | ------ |
| 31     |        |        | 1      | 2      | 3      | 4      | 5      |
| 32     | 6      | 7      | 8      | 9      | 10     | 11     | 12     |
| 33     | 13     | 14     | 15     | 16     | 17     | 18     | 19     |
| 34     | 20     | 21     | 22     | 23     | 24     | 25     | 26     |
| 35     | 27     | 28     | 29     | 30     | 31     |        |        |

| September | September | September | September | September | September | September | September |
| Kw        | Mo        | Di        | Mi        | Do        | Fr        | Sa        | So        |
| --------- | --------- | --------- | --------- | --------- | --------- | --------- | --------- |
| 35        |           |           |           |           |           | 1         | 2         |
| 36        | 3         | 4         | 5         | 6         | 7         | 8         | 9         |
| 37        | 10        | 11        | 12        | 13        | 14        | 15        | 16        |
| 38        | 17        | 18        | 19        | 20        | 21        | 22        | 23        |
| 39        | 24        | 25        | 26        | 27        | 28        | 29        | 30        |

| Oktober | Oktober | Oktober | Oktober | Oktober | Oktober | Oktober | Oktober |
| Kw      | Mo      | Di      | Mi      | Do      | Fr      | Sa      | So      |
| ------- | ------- | ------- | ------- | ------- | ------- | ------- | ------- |
| 40      | 1       | 2       | 3       | 4       | 5       | 6       | 7       |
| 41      | 8       | 9       | 10      | 11      | 12      | 13      | 14      |
| 42      | 15      | 16      | 17      | 18      | 19      | 20      | 21      |
| 43      | 22      | 23      | 24      | 25      | 26      | 27      | 28      |
| 44      | 29      | 30      | 31      |         |         |         |         |

| November | November | November | November | November | November | November | November |
| Kw       | Mo       | Di       | Mi       | Do       | Fr       | Sa       | So       |
| -------- | -------- | -------- | -------- | -------- | -------- | -------- | -------- |
| 44       |          |          |          | 1        | 2        | 3        | 4        |
| 45       | 5        | 6        | 7        | 8        | 9        | 10       | 11       |
| 46       | 12       | 13       | 14       | 15       | 16       | 17       | 18       |
| 47       | 19       | 20       | 21       | 22       | 23       | 24       | 25       |
| 48       | 26       | 27       | 28       | 29       | 30       |          |          |

| Dezember | Dezember | Dezember | Dezember | Dezember | Dezember | Dezember | Dezember |
| Kw       | Mo       | Di       | Mi       | Do       | Fr       | Sa       | So       |
| -------- | -------- | -------- | -------- | -------- | -------- | -------- | -------- |
| 48       |          |          |          |          |          | 1        | 2        |
| 49       | 3        | 4        | 5        | 6        | 7        | 8        | 9        |
| 50       | 10       | 11       | 12       | 13       | 14       | 15       | 16       |
| 51       | 17       | 18       | 19       | 20       | 21       | 22       | 23       |
| 52       | 24       | 25       | 26       | 27       | 28       | 29       | 30       |
| 1        | 31       |          |          |          |          |          |          |

| Januar | Januar | Januar | Januar | Januar | Januar | Januar | Januar |
| Kw     | Mo     | Di     | Mi     | Do     | Fr     | Sa     | So     |
| ------ | ------ | ------ | ------ | ------ | ------ | ------ | ------ |
| 1      | 1      | 2      | 3      | 4      | 5      | 6      | 7      |
| 2      | 8      | 9      | 10     | 11     | 12     | 13     | 14     |
| 3      | 15     | 16     | 17     | 18     | 19     | 20     | 21     |
| 4      | 22     | 23     | 24     | 25     | 26     | 27     | 28     |
| 5      | 29     | 30     | 31     |        |        |        |        |

| Februar | Februar | Februar | Februar | Februar | Februar | Februar | Februar |
| Kw      | Mo      | Di      | Mi      | Do      | Fr      | Sa      | So      |
| ------- | ------- | ------- | ------- | ------- | ------- | ------- | ------- |
| 5       |         |         |         | 1       | 2       | 3       | 4       |
| 6       | 5       | 6       | 7       | 8       | 9       | 10      | 11      |
| 7       | 12      | 13      | 14      | 15      | 16      | 17      | 18      |
| 8       | 19      | 20      | 21      | 22      | 23      | 24      | 25      |
| 9       | 26      | 27      | 28      |         |         |         |         |

| März | März | März | März | März | März | März | März |
| Kw   | Mo   | Di   | Mi   | Do   | Fr   | Sa   | So   |
| ---- | ---- | ---- | ---- | ---- | ---- | ---- | ---- |
| 9    |      |      |      | 1    | 2    | 3    | 4    |
| 10   | 5    | 6    | 7    | 8    | 9    | 10   | 11   |
| 11   | 12   | 13   | 14   | 15   | 16   | 17   | 18   |
| 12   | 19   | 20   | 21   | 22   | 23   | 24   | 25   |
| 13   | 26   | 27   | 28   | 29   | 30   | 31   |      |

| April | April | April | April | April | April | April | April |
| Kw    | Mo    | Di    | Mi    | Do    | Fr    | Sa    | So    |
| ----- | ----- | ----- | ----- | ----- | ----- | ----- | ----- |
| 13    |       |       |       |       |       |       | 1     |
| 14    | 2     | 3     | 4     | 5     | 6     | 7     | 8     |
| 15    | 9     | 10    | 11    | 12    | 13    | 14    | 15    |
| 16    | 16    | 17    | 18    | 19    | 20    | 21    | 22    |
| 17    | 23    | 24    | 25    | 26    | 27    | 28    | 29    |
| 18    | 30    |       |       |       |       |       |       |

| Mai | Mai | Mai | Mai | Mai | Mai | Mai | Mai |
| Kw  | Mo  | Di  | Mi  | Do  | Fr  | Sa  | So  |
| --- | --- | --- | --- | --- | --- | --- | --- |
| 18  |     | 1   | 2   | 3   | 4   | 5   | 6   |
| 19  | 7   | 8   | 9   | 10  | 11  | 12  | 13  |
| 20  | 14  | 15  | 16  | 17  | 18  | 19  | 20  |
| 21  | 21  | 22  | 23  | 24  | 25  | 26  | 27  |
| 22  | 28  | 29  | 30  | 31  |     |     |     |

| Juni | Juni | Juni | Juni | Juni | Juni | Juni | Juni |
| Kw   | Mo   | Di   | Mi   | Do   | Fr   | Sa   | So   |
| ---- | ---- | ---- | ---- | ---- | ---- | ---- | ---- |
| 22   |      |      |      |      | 1    | 2    | 3    |
| 23   | 4    | 5    | 6    | 7    | 8    | 9    | 10   |
| 24   | 11   | 12   | 13   | 14   | 15   | 16   | 17   |
| 25   | 18   | 19   | 20   | 21   | 22   | 23   | 24   |
| 26   | 25   | 26   | 27   | 28   | 29   | 30   |      |

| Juli | Juli | Juli | Juli | Juli | Juli | Juli | Juli |
| Kw   | Mo   | Di   | Mi   | Do   | Fr   | Sa   | So   |
| ---- | ---- | ---- | ---- | ---- | ---- | ---- | ---- |
| 26   |      |      |      |      |      |      | 1    |
| 27   | 2    | 3    | 4    | 5    | 6    | 7    | 8    |
| 28   | 9    | 10   | 11   | 12   | 13   | 14   | 15   |
| 29   | 16   | 17   | 18   | 19   | 20   | 21   | 22   |
| 30   | 23   | 24   | 25   | 26   | 27   | 28   | 29   |
| 31   | 30   | 31   |      |      |      |      |      |

| August | August | August | August | August | August | August | August |
| Kw     | Mo     | Di     | Mi     | Do     | Fr     | Sa     | So     |
| ------ | ------ | ------ | ------ | ------ | ------ | ------ | ------ |
| 31     |        |        | 1      | 2      | 3      | 4      | 5      |
| 32     | 6      | 7      | 8      | 9      | 10     | 11     | 12     |
| 33     | 13     | 14     | 15     | 16     | 17     | 18     | 19     |
| 34     | 20     | 21     | 22     | 23     | 24     | 25     | 26     |
| 35     | 27     | 28     | 29     | 30     | 31     |        |        |

| September | September | September | September | September | September | September | September |
| Kw        | Mo        | Di        | Mi        | Do        | Fr        | Sa        | So        |
| --------- | --------- | --------- | --------- | --------- | --------- | --------- | --------- |
| 35        |           |           |           |           |           | 1         | 2         |
| 36        | 3         | 4         | 5         | 6         | 7         | 8         | 9         |
| 37        | 10        | 11        | 12        | 13        | 14        | 15        | 16        |
| 38        | 17        | 18        | 19        | 20        | 21        | 22        | 23        |
| 39        | 24        | 25        | 26        | 27        | 28        | 29        | 30        |

| Oktober | Oktober | Oktober | Oktober | Oktober | Oktober | Oktober | Oktober |
| Kw      | Mo      | Di      | Mi      | Do      | Fr      | Sa      | So      |
| ------- | ------- | ------- | ------- | ------- | ------- | ------- | ------- |
| 40      | 1       | 2       | 3       | 4       | 5       | 6       | 7       |
| 41      | 8       | 9       | 10      | 11      | 12      | 13      | 14      |
| 42      | 15      | 16      | 17      | 18      | 19      | 20      | 21      |
| 43      | 22      | 23      | 24      | 25      | 26      | 27      | 28      |
| 44      | 29      | 30      | 31      |         |         |         |         |

| November | November | November | November | November | November | November | November |
| Kw       | Mo       | Di       | Mi       | Do       | Fr       | Sa       | So       |
| -------- | -------- | -------- | -------- | -------- | -------- | -------- | -------- |
| 44       |          |          |          | 1        | 2        | 3        | 4        |
| 45       | 5        | 6        | 7        | 8        | 9        | 10       | 11       |
| 46       | 12       | 13       | 14       | 15       | 16       | 17       | 18       |
| 47       | 19       | 20       | 21       | 22       | 23       | 24       | 25       |
| 48       | 26       | 27       | 28       | 29       | 30       |          |          |

| Dezember | Dezember | Dezember | Dezember | Dezember | Dezember | Dezember | Dezember |
| Kw       | Mo       | Di       | Mi       | Do       | Fr       | Sa       | So       |
| -------- | -------- | -------- | -------- | -------- | -------- | -------- | -------- |
| 48       |          |          |          |          |          | 1        | 2        |
| 49       | 3        | 4        | 5        | 6        | 7        | 8        | 9        |
| 50       | 10       | 11       | 12       | 13       | 14       | 15       | 16       |
| 51       | 17       | 18       | 19       | 20       | 21       | 22       | 23       |
| 52       | 24       | 25       | 26       | 27       | 28       | 29       | 30       |
| 1        | 31       |          |          |          |          |          |          |

## Ereignisse

### Politik und Weltgeschehen

#### Englisch-Walisischer Krieg
Die Entscheidung im Englisch-Walisischen Krieg fällt mit dem plötzlichen Tod von Fürst Dafydd ap Llywelyn von Gwynedd am 25. Februar. Durch den Tod ihres Führers demoralisiert und geschwächt durch die Handelsblockade der Engländer und einer daraus folgenden Hungersnot unterwerfen sich ab April mit Maredudd ab Owain und Maredudd ap Rhys die ersten walisischen Lords von Mittel- und Südwales dem englischen König Heinrich III. Als im Sommer dazu der königliche Kommandant Nicholas de Moels mit Hilfe seiner neuen walisischen Verbündeten ein englisches Heer von Carmarthen durch das Bergland von Wales nach Deganwy führt, sehen sich Owain Goch und Llywelyn ap Gruffydd, die Söhne von Dafydds Bruder Gruffydd ap Llywelyn Fawr, die das Erbe in Gwynedd angetreten haben, politisch isoliert.

#### Heiliges Römisches Reich
- 16. April: Friedrich von Hochstaden, dessen Bruder Konrad I. seit 1238 Erzbischof von Köln ist, schenkt die Grafschaft Hochstaden, die er nach dem Tod seines Bruders Lothar II. und dessen Sohnes Theodorich geerbt hat, dem Erzstift Köln zur Einverleibung.

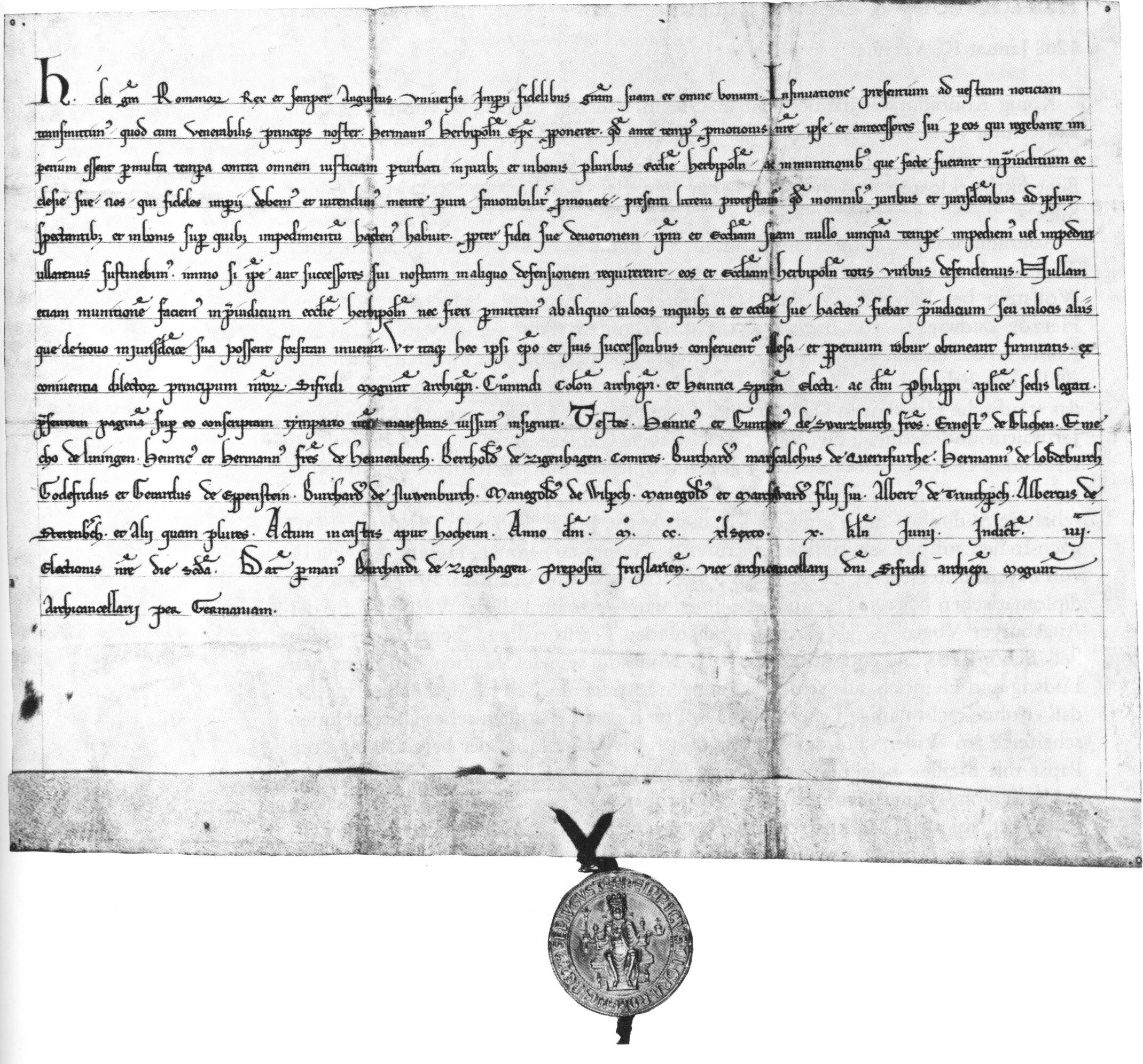
Urkunde Heinrich Raspes für Hermann I. von Lobdeburg, Bischof von Würzburg, und dessen Kirche, ausgestellt am 23. Mai 1246

- 22. Mai: Der Landgraf von Thüringen, Heinrich Raspe, wird von einer Minderheit der deutschen Fürsten in Veitshöchheim bei Würzburg zum deutschen Gegenkönig gewählt, nachdem der Staufer Friedrich II. im Vorjahr auf dem Konzil von Lyon durch Papst Innozenz IV. gebannt und abgesetzt worden ist. Die weltlichen Reichsfürsten bleiben der Wahl fern. Wegen der Wahlhilfe der Erzbischöfe von Mainz und Köln, Siegfried III. von Eppstein und Konrad von Hochstaden, und darüber hinausgehender Zuwendungen Roms erhält Heinrich schon bald den Beinamen „Pfaffenkönig“. Sein Königtum bleibt umstritten, denn Friedrichs Sohn Konrad IV. weigert sich, auf den Thron zu verzichten.
- 15. Juni: Herzog Friedrich II. der Streitbare von Österreich fällt bei seinem Sieg in der Schlacht an der Leitha gegen König Béla IV. von Ungarn. Mit dem Tod Friedrichs endet die Dynastie der Babenberger in Österreich und das österreichische Interregnum beginnt.
- 5. August: Heinrich Raspe besiegt den römisch-deutschen König Konrad IV. in der Schlacht bei Frankfurt. Maßgeblichen Anteil an der Niederlage Konrads haben die schwäbischen Grafen Hartmann I. von Grüningen und Ulrich I. von Württemberg, die Konrad im entscheidenden Augenblick in den Rücken fallen. Papst Innozenz IV. hat sie dafür mit reichlich Geld, „7000 Mark Silber“, ausgestattet und ihnen zum Lohn obendrein die Übernahme staufischen Hausguts in Niederschwaben und die schwäbische Herzogswürde in Aussicht gestellt. Das eigentliche Ziel dieses Coups, Konrad aus dem Weg zu räumen oder gefangen zu nehmen, wird jedoch nicht erreicht, weil Konrad nach Frankfurt entkommen und sich schließlich nach Bayern absetzen kann.
- 1. September: Konrad IV. heiratet in Vohburg an der Donau Prinzessin Elisabeth von Bayern, Tochter des Herzogs Otto II. des Erlauchten. Durch diese Ehe werden die Wittelsbacher zu den mächtigsten deutschen Verbündeten der Staufer.

#### West- und Südeuropa
- Im Rahmen der Reconquista erobern das Königreich Kastilien die andalusische Stadt Jaén.
- Karl I. von Anjou erhält von seinem Bruder Ludwig IX. die Grafschaft Anjou.
- März 1245 oder 1246: Papst Innozenz IV. klagt in der Bulle Inter alia desiderabilia König Sancho II. von Portugal schlimmster Vergehen an, am 24. Juli erklärt er ihn in Grandi non immerito zum „untauglichen Herrscher“ (rex inutilis) und seinen Bruder Alfons III. zum „Verwalter und Verteidiger“ des Königreiches. Sancho II. ist allerdings nicht bereit, diese Absetzung kampflos hinzunehmen; in Portugal kommt es zum Bürgerkrieg.

#### Balkan

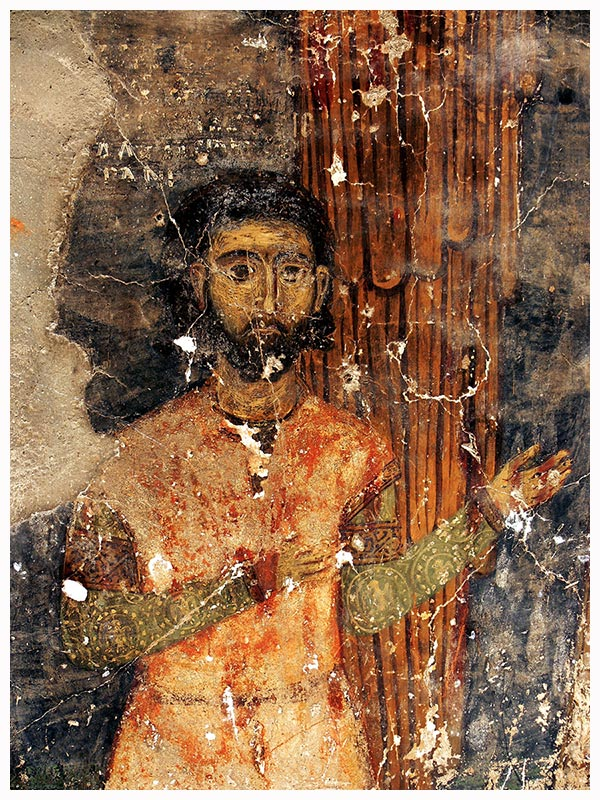
Michael II. Assen, Fresko in der Agii Taxiarhes Mitropiliteos-Kirche in Kastoria

Eine Boljarengruppe um die dritte Ehefrau des verstorbenen Zaren Iwan Assen II., Irene Komnene, stürzt und ermordet Iwans minderjährigen Nachfolger Kaliman I. Assen und krönt Irenes ebenfalls minderjährigen Sohn Michael II. Assen zum Zaren des Zweiten Bulgarischen Reichs unter der Regentschaft seiner Mutter.
Kaiser Johannes III. von Nikaia nutzt die Schwäche des Bulgarischen Reichs, um Ostthrakien, die Rhodopen und einen großen Teil von Makedonien zu erobern.
Als sich Johannes III. während seiner Offensive gegen das bulgarische Reich in Melnik aufhält, verschwören sich die Magnaten des Königreichs Thessaloniki gegen den unbeliebten Herrscher Demetrios Komnenos Dukas und liefern die Stadt im Dezember an die kaiserlichen Truppen aus. Demetrios wird abgesetzt und auf die Festung Lentiana in Bithynien verbannt. Thessaloniki wird Teil des expandierenden Kaiserreichs Nikaia, das sich in der Tradition des byzantinischen Reichs sieht.

#### Mongolenreich und Osteuropa

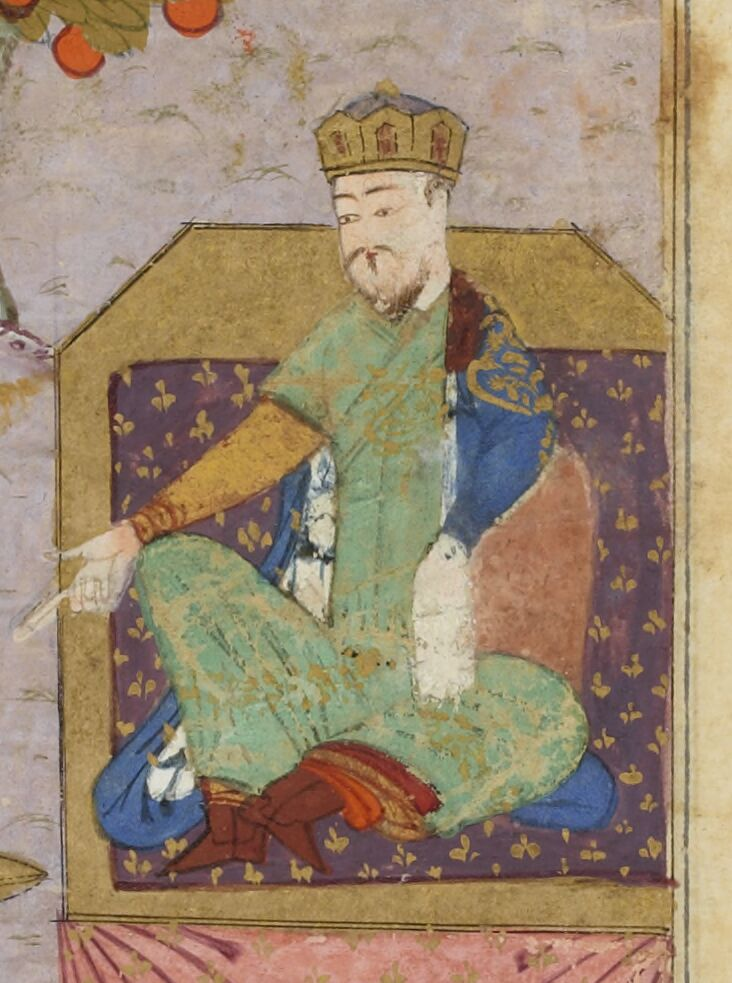
Darstellung Güyüks in einer persischen Miniatur von Abdullâh Sultân Schirazi

Güyük Khan, Sohn von Ögedei Khan und der Regentin Töregene Hatun, wird auf einem Kurultai als Großkhan des Mongolenreichs inthronisiert, nachdem es Batu Khan von der Goldenen Horde über Jahre gelungen ist, diese Inthronisation hinauszuzögern.
Swjatoslaw III. Wsewolodowitsch wird nach dem Senioratsprinzip Großfürst von Wladimir. Er folgt seinem Bruder Jaroslaw II. Wsewolodowitsch, der am 30. September am Hof des mongolischen Großkhans in Karakorum ermordet worden ist. Jaroslaws Söhne Andrei Jaroslawitsch und Alexander Jaroslawitsch Newski versuchen ihre eigene Thronfolge durchzusetzen und legen Protest bei Batu Khan ein.

#### Kreuzfahrerstaaten
- Wilhelm II. von Villehardouin wird als Nachfolger seines verstorbenen Bruders Gottfried II. von Villehardouin Fürst von Achaia.

#### Asien
- 16. Februar: Go-Saga tritt als Tennō von Japan zurück und übergibt den Thron seinem Sohn Go-Fukakusa. Er selbst zieht sich in ein Kloster zurück von wo aus er als Insei die Fäden der Macht in der Hand hält.

#### Stadtrechte und urkundliche Ersterwähnungen
- Erstmalige urkundliche Erwähnung der Orte Ammerndorf, Böckten, Bottmingen, Eberhardzell, Frauenfeld, Giebenach, Gossliwil, Grafenberg, Herlazhofen, Klein-Gerau, Lichtenau (Mittelfranken), Muotathal, Pflaumloch, Schwörstadt, Unterwaldhausen, Villars-le-Grand und Wegenstetten
- Begründung des Ladbergener Städtebundes durch die Städte Münster, Osnabrück, Minden, Coesfeld und Herford
- Elbing erhält Lübisches Recht.

### Wissenschaft und Technik
- Auf dem Generalkapitel der Dominikaner in Paris wird erstmals der Ausdruck ‚studium generale‘ verwendet. Es soll in den vier Provinzen Provence, Lombardei, Deutschland und England eingerichtet werden.

### Kultur
- Der Bau an der Sainte-Chapelle beginnt.
- Mit dem Registerbuch des Passauers Dechanten Albert Behaim wird erstmals eine Handschrift aus Papier hergestellt.

### Religion
- 11. Mai: Die Grafen von Everstein stiften das Kloster Wormeln in Westfalen.
- Im Bistum Lüttich wird das Fronleichnamsfest eingeführt.
- Konrad II. von Riesenberg verzichtet auf sein Amt als Bischof von Hildesheim und zieht sich in das Kloster Schönau zurück. Die Wahl zu seinem Nachfolger ist nicht eindeutig: Die Mehrheit der Kanoniker wählt Heinrich I. von Rusteberg, doch eine Minderheit wählt mit Hermann von Gleichen einen Gegenbischof.
- Im Kirchentreffen von Skänninge werden die ersten Schritte zur Regelung des Verhältnisses zwischen Kirche und Reich in Schweden eingeleitet.
- Das dominikanische Kloster zu Neuruppin wird gegründet.

## Geboren
- 24. März: Heinrich von Mecheln, flämischer Philosoph, Übersetzer und Astronom († nach 1310)
- Dragpa Öser, tibetische buddhistischer Mönch, Kaiserlicher Lehrer der Mongolen-Kaiser Shizu (Kublai Khan) und Chengzong (Timur Khan) († 1303)
- Johannes von Montecorvino, italienischer Soldat, Arzt, Richter, Mönch, Missionar und Bischof († 1328)
- Nikkō, japanischer buddhistischer Mönch († 1333)
- 1244/1246: Heinrich II. von Virneburg, Erzbischof und Kurfürst von Köln, Gegenerzbischof von Trier († 1332)

## Gestorben

### Erstes Halbjahr
- 18. Januar: Ioakim I., bulgarischer Geistlicher, Gründer des Iwanowo Klosters, Metropolit von Tarnowo sowie Patriarch und Heiliger der Bulgarisch-Orthodoxen Kirche
- 25. Februar: Dafydd ap Llywelyn, walisischer Fürst von Gwynedd (* um 1215)
- 25. Februar: Heinrich IV. von Limburg, Herzog von Limburg-Niederlothringen Graf von Berg, Herr von Monschau und Vogt von Deutz (* um 1200)
- 19. März: Siegfried, Bischof von Regensburg (* 1188)
- 15. April: Petrus Gonzales, spanischer Dominikaner und Heiliger („San Telmo“), Missionar der Seeleute

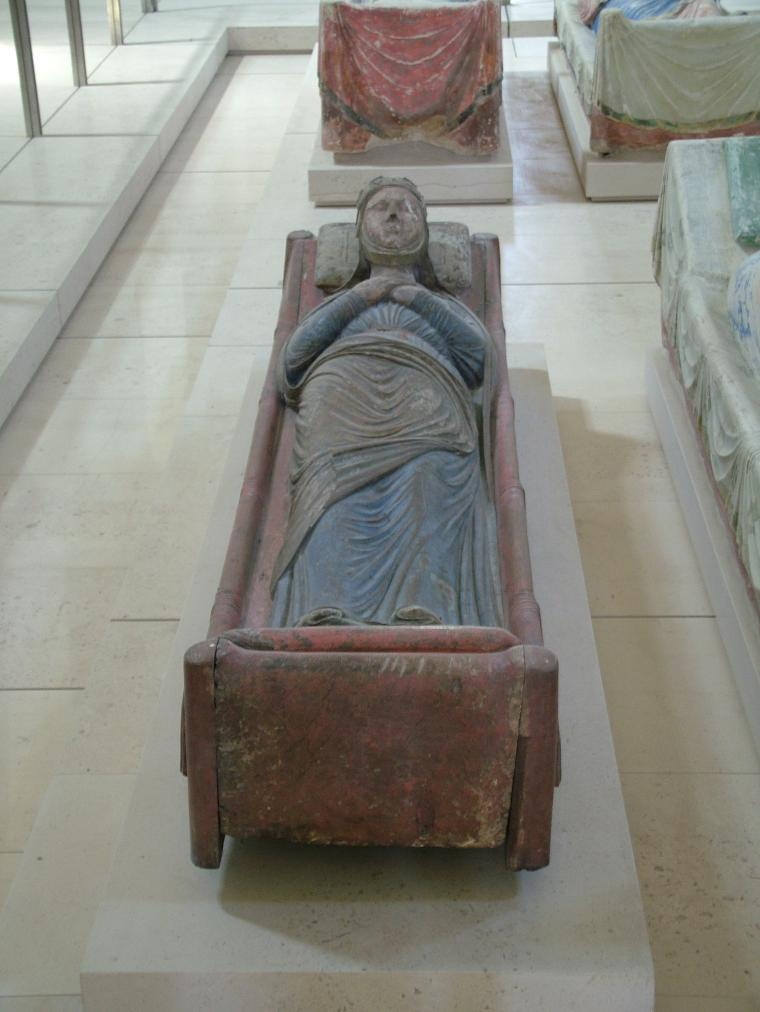
Isabellas Grab in Fontevrault

- 4. Juni: Isabella von Angoulême, aus eigenem Recht Gräfin von Angoulême und Queen Consort von England (* um 1188)
- vor 8. Juni: John de Neville, englischer Forstrichter und Kreuzfahrer

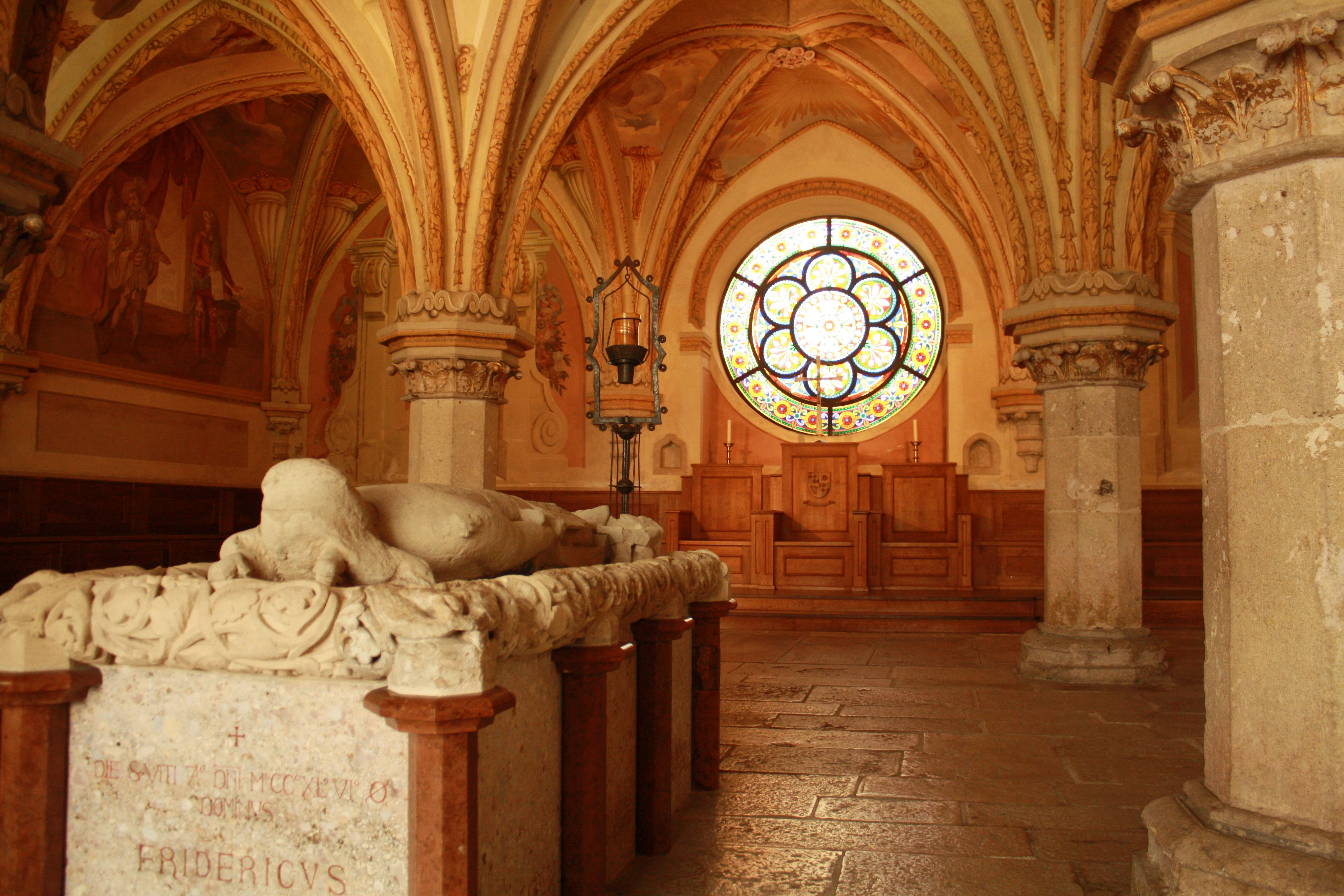
Stift Heiligenkreuz, Kapitelsaal mit Hochgrab Herzog Friedrichs II.

- 15. Juni: Friedrich II., der Streitbare, letzter Herzog von Österreich und der Steiermark aus dem Geschlecht der Babenberger (* 1211)
- 16. Juni: Lutgard von Tongern, flämische Zisterzienserin und Mystikerin, Heilige der katholischen Kirche (* 1182)
- 22. Juni: Theodora Angela, Prinzessin von Byzanz, Herzogin von Österreich und Steiermark, Zisterzienserin im Stift Lilienfeld (* um 1182)
- vor 24. Juni: Richard of Chilham, englischer Adeliger und Militär
- 28. Juni: Friedrich II. von Parsberg, Fürstbischof von Eichstätt

### Zweites Halbjahr
- 20. September: Michael von Tschernigow, Fürst von Perejaslawl, Fürst von Nowhorod-Siwerskyj, Fürst von Tschernigow, Fürst von Nowgorod, Fürst von Halitsch und Großfürst von Kiew (* 1185)
- 30. September: Jaroslaw II. Wsewolodowitsch, Großfürst von Wladimir (* 1190)
- September: Rudolf II., Graf von Eu und Herr von Issoudun (* um 1200)
- nach dem 13. Oktober: Matteo Rosso Orsini, römischer Senator (* um 1178)
- Oktober: Mieszko II., Herzog von Oppeln-Ratibor (* um 1220)
- 3. November: Robert of Bingham, Bischof von Salisbury
- 8. November: Berenguela, Königin von Kastilien (* 1180)
- 26. November: Gerhard von Malberg, Hochmeister des Deutschen Ordens (* vor 1200)
- 1. Dezember: Eberhard von Regensberg, Erzbischof von Salzburg (* um 1170)
- 5. Dezember: Thomas Gallus, französischer Philosoph und Scholastiker (* 1190)

### Genaues Todesdatum unbekannt
- Alice, Regentin von Zypern und Jerusalem (* 1196)
- Richard d’Argentine, englischer Adeliger
- Henry Audley, englischer Adeliger (* um 1175)
- Érard I. von Brienne-Ramerupt, Herr von Ramerupt und Venizy, Prätendent auf die Grafschaft Champagne (* um 1170)
- Gottfried II. von Villehardouin, Fürst von Achaia (* 1195)
- Kai Chosrau II., Sultan des seldschukischen Sultanats von Rum
- Kaliman I. Assen, Zar von Bulgarien (* 1234)
- Walter Stewart, 3. High Steward of Scotland, schottischer Adeliger (* 1198)
- Walter IV., Graf von Brienne und Jaffa (* 1205)